# Stryszów (gmina)
Stryszów – gmina wiejska w województwie małopolskim, w powiecie wadowickim. W latach 1975–1998 gmina położona była w województwie bielskim.
Siedziba gminy to Stryszów.
Według danych z 30 czerwca 2004 gminę zamieszkiwało 6700 osób.
Herb Gminy Stryszów przedstawia w polu czerwonym na pogórzu złotym drzewo lipowe. Po prawej stronie drzewa umieszczono postać modlącego się patrona gminy – św. Onufrego, a po lewej skrzyżowany młot z siekierką o styliskach złotych. Postać św. Onufrego towarzyszy gminie już od wieków. Jego posąg umieszczono w dwóch starych kapliczkach z 1564 i 1769 roku.

## Położenie
Gmina Stryszów leży na pograniczu Beskidu Makowskiego, Beskidu Małego oraz Pogórza Wielickiego. Zachodnią granicę gminy stanowi rzeka Skawa, wschodnią częściowo rzeka Cedron.

## Struktura powierzchni
Według danych z roku 2002 gmina Stryszów ma obszar 46,05 km², w tym:
- użytki rolne: 62%
- użytki leśne: 28%

Gmina stanowi 7,13% powierzchni powiatu.

## Demografia

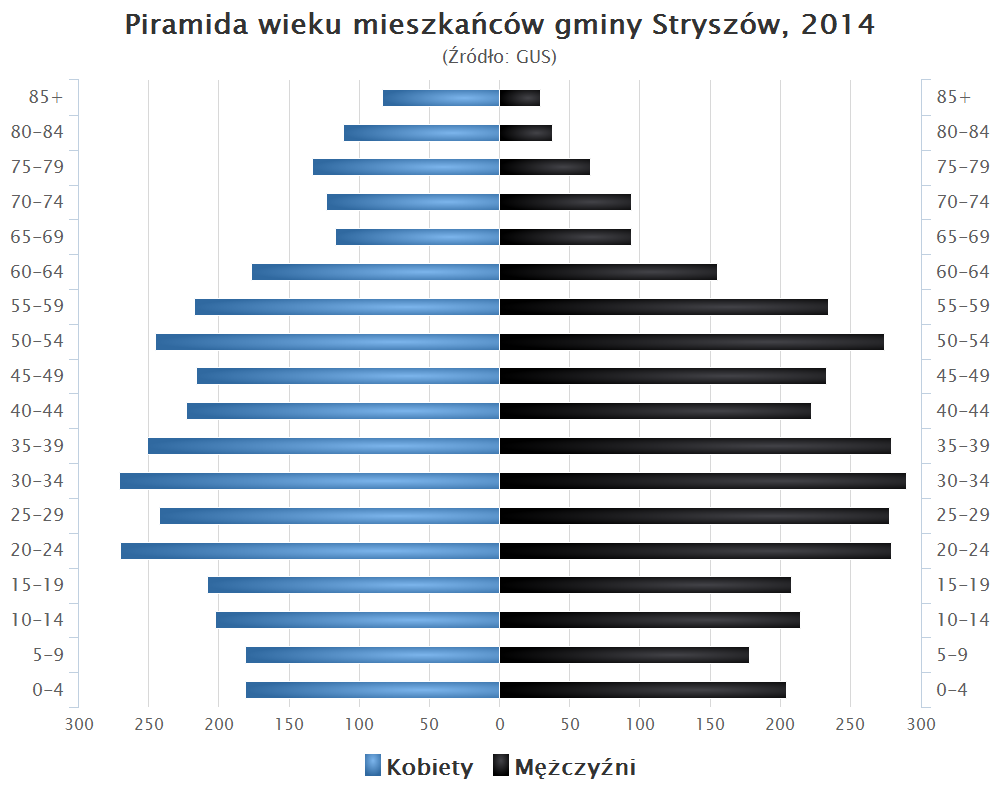
Piramida wieku mieszkańców gminy Stryszów w 2014 roku

Dane z 30 czerwca 2004:
| Opis                              | Ogółem | Ogółem | Kobiety | Kobiety | Mężczyźni | Mężczyźni |
| --------------------------------- | ------ | ------ | ------- | ------- | --------- | --------- |
| jednostka                         | osób   | %      | osób    | %       | osób      | %         |
| populacja                         | 6700   | 100    | 3423    | 51,1    | 3277      | 48,9      |
| gęstość zaludnienia (mieszk./km²) | 145,5  | 145,5  | 74,3    | 74,3    | 71,2      | 71,2      |

## Miejscowości wchodzące w skład gminy
- Dąbrówka
- Leśnica
- Łękawica
- Stronie
- Stryszów
- Zakrzów

## Sąsiednie gminy
Budzów, Kalwaria Zebrzydowska, Lanckorona, Mucharz, Wadowice, Zembrzyce